# Ptecticus ciliatus
Ptecticus ciliatus är en tvåvingeart som beskrevs av James 1941. Ptecticus ciliatus ingår i släktet Ptecticus och familjen vapenflugor.
Artens utbredningsområde är Peru. Inga underarter finns listade i Catalogue of Life.